# Пилгрим
„Пилгрим“ (на английски: Pilgrim) е търговски кораб от САЩ.
Построен за $50 000 през 1825 г. Има водоизместимост 180 t и е с дължина 86,5 фута. Корабът, макар съвсем обикновен сам по себе си, е обезсмъртен в моряшката книга „Две години пред мачтата“ (1840) от Ричард Хенри Дейна-младши (1815 – 1882):
„Корабът, с който пътувам, е малък, но издръжлив и изключително бързоходен, построен за контрабандната търговия.“
На 15 август 1834 г. корабът тръгва на плаване, което трябва да продължи 18 месеца, за да участва в калифорнийската търговия с говежди кожи в полза на собствениците си Брайънт и Стърджис от Бостън. „Пилгрим“ отплава от Бостън, натоварен с произведени в Англия стоки – обувки, хранителни продукти, железарски изделия и мн. др. Пристига на крайбрежието на Горна Калифорния на 13 януари 1835 г. След като екипажът търгува в главния град Монтерей, корабът се отправя на юг към Санта Барбара. Там екипажът товари изсушени кожи. Става ясно, че първоначално заплануваното време не е достатъчно, за да се съберат 50 000 кожи. Корабът хвърля котва няколко пъти в залива Сан Хуан (край дн. Дейна Пойнт) и плава между малки градчета по крайбрежието в търсене на кожи.
„Пилгрим“ сменя собствениците си няколко пъти в периода от 1837 до 1841 г., като последният собственик се казва Робърт Хейли. Той притежава кораба до 1856 г., когато „Пилгрим“ изгаря в морето близо до крайбрежието на Северна Каролина.

## Копие
През втората половина на 1970-те години е построено копие на „Пилгрим“ от стара тримачтова шхуна. Новият кораб е включен в музейния фонд на гр. Дейна Пойнт, Калифорния. Използван е във филма „Амистад“ на Стивън Спилбърг, а в „Турбо рейнджъри“ играе ролята на „призрачния галеон“.